# Animal Magic
Animal Magic è il secondo album di studio della band pop rock/new wave britannica The Blow Monkeys pubblicato nel 1986 (prima della svolta funky/dance/house del gruppo) per l'etichetta allora nota come RCA/Ariola e in séguito diventata la major BMG.
Il lavoro, uscito nel mese di maggio, regala la tanto sospirata fama internazionale dopo inizi difficoltosi con la piccola etichetta indipendente Parasol e un primo contratto con una major firmato a luglio del 1983 che aveva già portato alla realizzazione di un primo album quasi osannato dalla critica Limping for a Generation, che non era però riuscito a piazzare alcun singolo di successo nelle classifiche (nonostante i quattro estratti).
Il secondo long playing, forse meno originale e meno tendente alla new wave del precedente, ma senza ombra di dubbio maggiormente orientato verso un pop rock più commerciale, nonché più maturo, comprende la hit internazionale Digging Your Scene entrata nella Top Ten di vari paesi, sia nell'Europa continentale che nella classifica dance statunitense (Numero 7), raggiungendo invece la Top 20 nella madrepatria britannica (Numero 12) e nella hit parade USA di Billboard (Numero 14 - il 45 giri vanta anche un rispettabile Numero 25 in Germania).
Il brano rappresenta il primo singolo promozionale di fatto tratto dal 33 giri, dato che il singolo precedente, Forbidden Fruit, era uscito parecchi mesi prima dell'LP (in effetti, a quasi un anno di distanza, nel 1985): ballata suggestiva, con un bel videoclip ad accompagnarla, la canzone non era però riuscita ad entrare in classifica, passando alla storia come uno dei rari flop in formato singolo della formazione di Dr. Robert (più fortunata nelle varie hit parade con i 45 giri che con i 33; di questi ultimi, soltanto 2, infatti - uno dei quali è una raccolta - si piazzeranno nella UK Top 75 degli album).
Dopo il grande successo di Digging Your Scene, altri due brani vengono estratti dal lavoro, entrambi i quali, pur se costituiti da episodi piuttosto orecchiabili e costruiti ad arte, non riescono a replicare quell'enorme, inaspettato boom: Wicked Ways non va oltre un deludente Numero 60 in Gran Bretagna, mentre il quarto e ultimo 45 promosso, Don't Be Scared of Me, seguendo il triste destino del singolo d'assaggio del 1985, non riesce ad entrare nemmeno tra le prime 75 posizioni della chart inglese.
In generale, il 33 giri si presenta come un'intelligente collezione di pezzi pop rock, né troppo lenti né troppo movimentati (cosiddetti «middle-beat»), con un paio di ballad che rappresentano il punto più alto del lavoro. Forbbiden Fruit è una di queste, mentre l'altra è forse il capolavoro dell'intero long playing: I Backed a Winner (In You) è difatti una traccia straordinariamente carica di atmosfera e suggestioni sonore, ma allo stesso tempo asciutta ed essenziale, quasi completamente eseguita a cappella, con il cantante che suona la chitarra acustica, con una dolcezza e una grazia tale da renderla quasi impercettibile, ma udibile quel tanto che basta da riuscire a far percepire all'ascoltatore il ritmo cadenzato e avvolgente del testo.
Quanto alla linea melodica delle voci, la traccia vocale di Dr. Robert, combinata con quelle di un ensemble di voci maschili, appropriatamente chiamato 'The Demon Barber' («Il barbiere del demonio», a ricordare le tipiche armonie vocali che hanno reso celebri i barbieri, Il barbiere di Siviglia su tutti), che fungono come una specie di coro cosiddetto «doo wop», rende questo brano una vera e propria opera d'arte, che reggerebbe da sé l'intero LP, se quest'ultimo fosse privo di altre tracce degne di nota, andando ben oltre le semplici armonie vocali da barbiere.
Tra i vari gioiellini musicali sparsi qua e là in questo secondo long playing della band britannica (insieme al disco di debutto, tra i più riusciti della loro intera discografia, mentre i successivi peccheranno un po' troppo dell'abuso di una miscela reiterata, costituita da vuoti riempitivi accostati a grandi tracce), non bisogna dimenticare almeno un'altra canzone: il duetto con Eek-A-Mouse, un rapper famoso per lo stile reggae detto «toastin'», i.e. il tipico rap giamaicano, reso famoso dai Culture Club, nei remix del loro primissimo successo, Do You Really Want to Hurt Me, e soprattutto dal Boy George solista, in brani meno noti, come Kipsy, o nella parentesi Jesus Loves You.
Eek-A-Mouse, tra l'altro, è ricomparso, quasi 20 anni dopo, proprio su alcune DJ compilation mixate dallo stesso Boy George - quest'ultimo, a sua volta, viene menzionato proprio dal cantante dei Blow Monkeys, nel testo di uno dei numerosi lati B pubblicati dal gruppo, durante questo periodo altamente creativo della loro carriera. Il duetto in questione, inserito sull'LP della band del 1986, s'intitola Sweet Murder e preannuncia progetti futuri del gruppo, che presto vedranno la luce: un esempio su tutti è rappresentato dal successivo duetto, in Celebrate (The Day After You), con una delle leggende del soul, Curtis Mayfield, uno dei quattro singoli (di nuovo!) estratti dal seguente lavoro a 33 giri della band, She Was Only a Grocer's Daughter del 1987 (il loro album di inediti di studio di più grande successo).

## Tracce
Testi e musiche di Dr. Robert.
1. Digging Your Scene - 4:13
2. Animal Magic - 3:07
3. Wicked Ways - 4:14
4. Sweet Murder - 6:31
5. Aeroplane City Lovesong - 4:52
6. I Nearly Died Laughing - 3:37
7. Don't Be Scared of Me - 3:29
8. Burn the Rich - 4:17
9. I Backed a Winner (In You) - 2:39
10. Forbidden Fruit - 3:59
11. Heaven Is a Place I'm Moving to - 3:05

## Singoli estratti dall'album
- 1985 - Forbidden Fruit
- 1986 - Digging Your Scene (Regno Unito: Numero 12; USA Billboard Hot 100: Numero 14; USA Hot Dance Club Play: Numero 7; Germania: Numero 25)
- 1986 - Wicked Ways (Regno Unito: Numero 60)
- 1986 - Don't Be Scared of Me

## Credits

### Formazione
- Dr Robert: testi & musica; voce; chitarra elettrica tracce 1, 2, 3, 4, 5, 6, 7, 8, 9; chitarra acustica tracce 2, 4, 5, 6, 7, 8, 9, 10, 12
- Neville Henry: sax tenore tracce 1, 2, 3, 4, 5, 6, 7, 8, 11; sax alto tracce 2, 5, 8
- Mick Anker: basso tracce 1, 2, 3, 4, 5, 6, 7, 8, 11; double bass tracce 9, 12
- Tony Kiley: batteria tracce 1, 2, 3, 4, 5, 6, 7, 8, 9, 11

### Musicisti
- Dixie Peach, Morris Michael: cori traccia 1
- Sylvia Mason-James: cori tracce 2, 3, 4, 5, 6, 7, 8, 11, 12
- Mary Cassidy: cori tracce 2, 4, 5, 7, 8, 11, 12
- Bernita Turner: cori tracce 2, 8, 12
- Yogi: cori traccia 3
- Morris Michael: cori traccia 3
- Vicky St. James: cori tracce 4, 5, 7, 11
- Luis Jardim: percussioni tracce 1, 4, 5
- Peter Wilson: tastiere tracce 1, 8; honk box, arrangiamento ottoni traccia 4; archi sintetizzati traccia 6; organo Hammond traccia 7;
barroom piano & cori traccia 9
- Eek-A-Mouse: toastin' rap traccia 4
- Guy Barker: tromba tracce 5, 7, 11
- Morris Micheals: cori traccia 6
- Joe Brown: slide guitar traccia 9
- The Demon Barbers: cori & armonie vocali traccia 10
- Mickey Finn: bonghi traccia 11
- Dick Morrissey: sax soprano traccia 12

### Produzione
- Peter Wilson: produzione tranne tracce 3 & 6; arrangiamento archi tranne traccia 12
- Dr. Robert, Adam Mosely: produzione tracce 3 & 6
- Michael Baker: missaggio traccia 3; missaggio e registrazione extra traccia 1
- John Mealing: arrangiamento archi traccia 12
- Axel Kroell: programmazione batteria elettronica

### Staff
- Mainartery: direzione artistica & design
- Ian Thomas: fotografia

## Dettagli pubblicazione
| Paese | Data | Etichetta  | Formato | N° Catalogo |
| UK    | 1986 | RCA/Ariola | CD      | PD 70910    |